# HD 53143
HD 53143 är en ensam stjärna belägen i den mellersta delen av stjärnbilden Kölen. Den har en skenbar magnitud av ca 6,80 och kräver åtminstone en handkikare för att kunna observeras. Baserat på parallaxmätning inom Hipparcosuppdraget på ca 54,6 mas, beräknas den befinna sig på ett avstånd på ca 55 ljusår (ca 18 parsek) från solen. Den rör sig bort från solen med en heliocentrisk radialhastighet på ca 21 km/s och beräknas komma så nära solen som 189,5 ljusår om 1,345 miljoner år.

## Egenskaper
HD 53143 är en gul till orange stjärna i huvudserien av spektralklass G9 V eller K1 V. Den har en radie som är ca 0,85 solradier och har ca 0,7 gånger solens utstrålning av energi från dess fotosfär vid en effektiv temperatur av ca 5 200 K.

### Stoftskiva

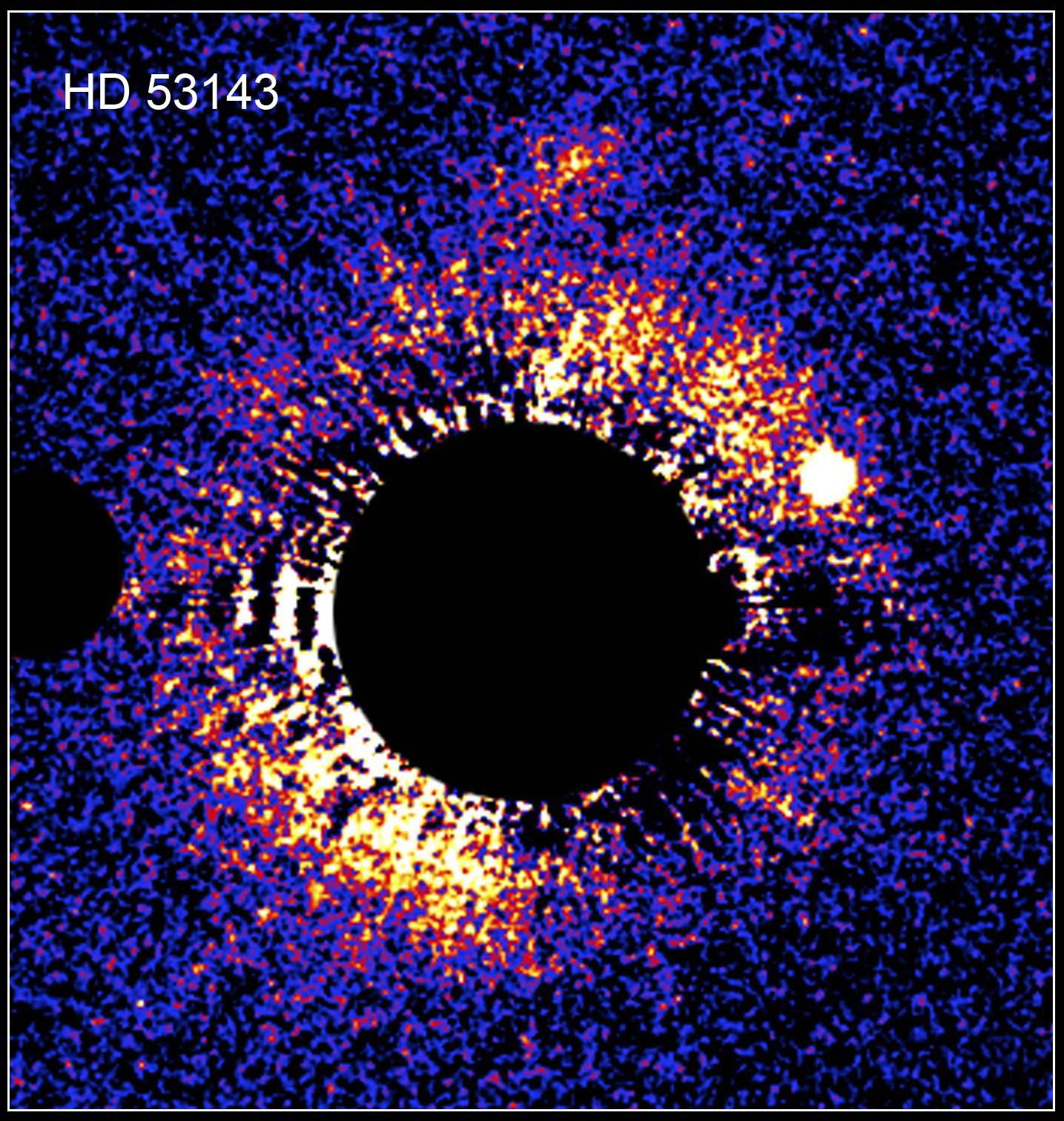
Stoftskiva kring HD 53143 fotograferad av Hubble Space Telescope. Stjärnan själv är dold av kamerans koronograf för att synliggöra skivan.

Baserat på ett överskott av infraröd strålning har en omgivande stoftskiva observerats kring stjärnan. Skivan lutar i en vinkel på ca 40–50° mot siktlinjen från jorden och har en uppskattad massa på mer än 7 × 1020 kg. (Som jämförelse är månens massa 7,377 × 1022 kg.) Detta är en av de äldsta kända stjärnorna med stoftskiva och kan följaktligen fyllas på genom kollision med större objekt. Den observerade innerkanten på skivan ligger på ett avstånd av 55 astronomiska enheter (AE) från stjärnan, medan den sträcker sig till två gånger det avståndet, eller 110 AE. Den kan även sträcka sig utanför detta intervall, eftersom mätningarna begränsas av instrumentens känslighet. Materialet i skivan förefaller jämnt fördelat utan några tecken på klumpning.